# Local Hero – byns hjälte
Local Hero – byns hjälte (originaltitel: Local Hero) är en brittisk dramakomedifilm från 1983 i regi av Bill Forsyth. Huvudrollerna spelas av Peter Riegert, Denis Lawson, Fulton Mackay och Burt Lancaster.  

## Handling
Filmen handlar om en tjänsteman vid det amerikanska oljebolaget Knox Oil ("Mac" MacIntyre, spelad av Peter Riegert) som sänds till Skottland för att köpa ett litet kustsamhälle, där oljebolaget planerar att bygga ett oljeraffinaderi. Affären blir mer komplicerad än vad oljebolaget och dess chef Felix Happer (spelad av Burt Lancaster) hade tänkt sig, när det visar sig att byn ägs av en excentrisk äldre man (Ben Knox, spelad av Fulton Mackay) som inte har något intresse av att sälja.

## Rollista
- Peter Riegert – "Mac" MacIntyre
- Burt Lancaster – Felix Happer
- Fulton Mackay – Ben Knox
- Denis Lawson – Gordon Urquhart
- Norman Chancer – Moritz
- Peter Capaldi – Danny Oldsen
- Rikki Fulton – Geddes
- Alex Norton – Watt
- Jenny Seagrove – Marina
- Jennifer Black – Stella
- Christopher Rozycki – Victor
- Christopher Asante – kyrkoherde Macpherson
- John Gordon Sinclair – Ricky
- Caroline Guthrie – Pauline

## Produktion

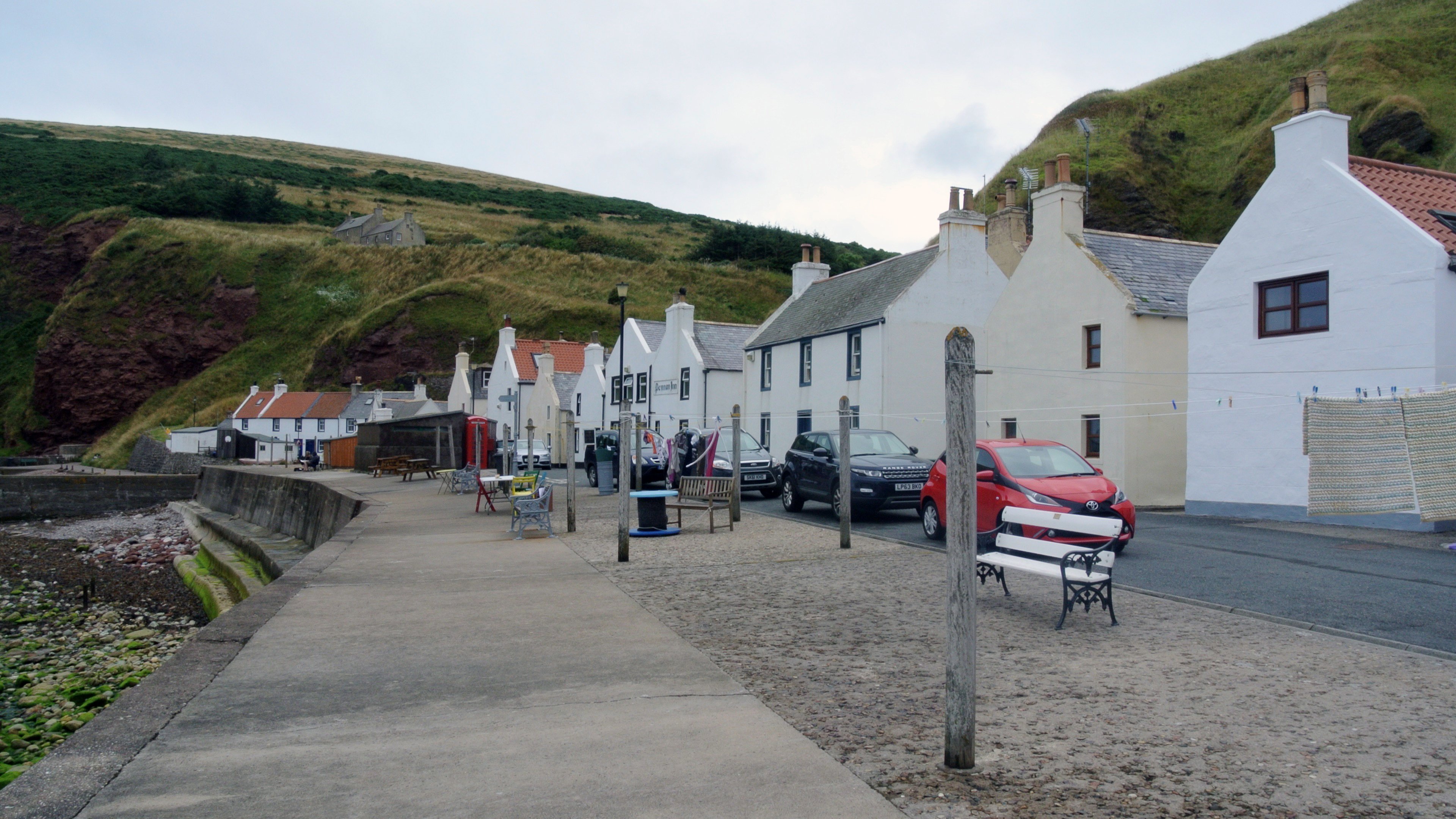
Byn Pennan i Aberdeenshire, Skottland.

Scenerna i byn spelades in i det skotska samhället Pennan, i Aberdeenshire. I filmen har byn fått namnet Ferness. Strandscenerna däremot spelades in nära Mallaig i Highland i Skottland.  
Musiken i filmen är komponerad av Mark Knopfler. Filmens tema heter Going home.